# Cécile Neville
Pour l’article homonyme, voir Cécile Neville (1425-1450).
Titres
Duchesse d'York
12 mai 1432 – 30 décembre 1460
(28 ans, 7 mois et 18 jours)
Comtesse de Cambridge
12 mai 1432 – 30 décembre 1460
(28 ans, 7 mois et 18 jours)
Comtesse de Rutland
12 mai 1432 – 30 décembre 1460
(28 ans, 7 mois et 18 jours)
Comtesse de March
av. 15 octobre 1429 – 30 décembre 1460
(31 ans, 2 mois et 15 jours)
Comtesse d'Ulster
av. 15 octobre 1429 – 30 décembre 1460
(31 ans, 2 mois et 15 jours)
Cécile Neville (3 mai 1415 – 31 mai 1495) fut l'épouse de Richard d'York, duc d'York. Fille de Jeanne Beaufort et de Ralph Neville elle était petite-fille de Jean de Gand, lui-même fils d'Édouard III. Elle fut la mère des rois Édouard IV et Richard III.

## Biographie

### Duchesse d'York
Cécile accompagne son mari lors de ses déplacements et les lieux de naissance de sa nombreuse progéniture en témoignent. Ainsi, Anne en 1439, Marguerite en 1446 et Richard en 1452 naissent à Fotheringhay ; Édouard en 1442, Edmond en 1443 et Élisabeth en 1444 naissent à Rouen ; George naît en 1449 à Dublin. En ce qui concerne les enfants nés et morts en bas âge : Henri, né le 10 février 1441 près de Londres, à Bishop Hatfield, décède peu après avoir été baptisé, quatre ou cinq jours après sa naissance ; Jeanne, née en 1438 à York, décède le jour même de sa naissance ; John, né le 7 novembre 1448 à La Neyte, le manoir des abbés de Westminster, meurt quelques mois plus tard.
Son mari devient Lord Protecteur du roi Henri VI en 1454 lorsque le roi est atteint de démence. Démis de ses fonctions en 1455, il déclenche la Guerre des Deux-Roses avec l'aide de son beau-frère le comte de Salisbury et son neveu par alliance le comte de Warwick. Après une victoire à St Albans le 22 mai 1455, Richard retrouve son titre de Lord Protecteur.
Quatre années passent ainsi dans un climat de paix extrêmement fragile. Les hostilités reprennent en septembre 1459. Le 12 octobre, Henri VI défait à Ludford Bridge la puissante armée du duc d'York. York s'enfuit en Irlande tandis que Salisbury, Warwick et le fils aîné d'York et de Cécile, Édouard s'exilent à Calais. Conduite à Coventry avec ses fils George et Richard et sa fille Marguerite, Cécile plaide pour son mari, qui est cependant déchu de ses droits civiques par le Parlement le 20 novembre. Cécile est confiée à la garde du duc de Buckingham.
Salisbury, Warwick et Édouard envahissent l'Angleterre à l'été 1460. À la bataille de Northampton le 10 juillet 1460, Warwick fait le roi prisonnier, à nouveau frappé d'une crise de folie. Les Yorkistes entrent peu après à Londres. Richard d'York revient d'Irlande et revendique le trône. Il obtient finalement du Parlement d'être nommé une troisième fois Lord Protecteur et est désigné héritier du trône le 25 octobre par l'Acte d'Accord, au détriment du prince Édouard de Westminster, fils d'Henri VI. Loin de mettre fin au conflit, cet arrangement est considéré comme inacceptable par la reine Marguerite d'Anjou, ainsi que par la majorité des partisans de la Maison de Lancastre. La guerre se poursuit et Richard d'York et Salisbury sont tués le 30 décembre 1460 à Wakefield.

### La reine-mère
Soucieuse de préserver la vie de ses fils George et Richard, Cécile les envoie en Bourgogne à la cour de Philippe le Bon. Édouard, fils aîné de Cécile, prend la tête de la Maison d'York. Ce dernier défait les Lancastriens à bataille de Mortimer's Cross le 2 février 1461, avant d'être à son tour battu le 17 février à St Albans. Néanmoins, Édouard d'York se réfugie à Londres où il est proclamé roi le 4 mars sous le nom d'Édouard IV, en lieu et place d'Henri VI, qui a selon lui perdu ses droits à la Couronne en permettant à la reine de prendre les armes contre ceux que l'Acte d'Accord avait faits ses héritiers légitimes. Lors de la terrible bataille de Towton le 29 mars, les troupes lancastriennes sont détruites par celles d'Édouard IV et du comte de Warwick. Cécile rappelle ses fils George et Richard et reçoit les honneurs d'une reine douairière. Elle désapprouve en 1464 le mariage d'Édouard avec Élisabeth Woodville, dont le père Richard Woodville et le premier mari John Grey s'étaient battus pour les Lancastre.
En juillet 1469, Édouard IV, fait prisonnier à la bataille d'Edgecote Moor par son propre frère George, qui convoite la Couronne, et son allié Warwick, est accusé par ceux-ci d'être un fils illégitime de Cécile. Mais la noblesse ne suit pas, et Édouard IV est rapidement libéré. Sa mère essaie de le réconcilier avec George, et Édouard accepte de lui pardonner, tout comme à Warwick. Cependant, George et Warwick conspirent une fois de plus et s'enfuient en France en mars 1470. Ils s'allient avec Marguerite d'Anjou, épouse d'Henri VI, et envahissent l'Angleterre à l'automne 1470. Édouard s'enfuit aux Pays-Bas tandis qu'Henri VI est restauré. Édouard négocie alors secrètement le ralliement de George par l'intermédiaire de Cécile pendant l'hiver 1470-1471. Au printemps 1471, lorsqu'Édouard envahit l'Angleterre avec l'aide du duché de Bourgogne, George rejoint son frère et l'aide à battre Warwick à Barnet. Édouard est peu après restauré.
Lorsque George questionne en 1477 la légitimité du mariage de son frère Édouard IV avec Élisabeth Woodville, ce dernier l'emprisonne. Cécile vient à nouveau plaider la cause de son fils, sans succès. George est exécuté peu après.

### Dernières années
Après la mort d'Édouard IV en 1483, son frère Richard occupe le trône sous le nom de Richard III, après avoir décidé le Parlement à prononcer l'illégitimité du mariage de son royal frère (Titulus Regius). Cécile reste à la cour auprès de sa bru (et petite-nièce) Anne Neville, avec laquelle elle discute de sujets religieux.
Richard est vaincu et tué à la bataille de Bosworth en 1485 par Henri Tudor, qui monte sur le trône sous le nom d'Henri VII. Il épouse en 1486 Élisabeth d'York, fille aînée d'Édouard IV. Cécile se retire peu après ce mariage dans un couvent. Elle meurt en 1495, à l'âge assez avancé pour l'époque de 80 ans.

## Généalogie

### Mariage et descendance
Elle épouse en octobre 1429 son cousin Richard Plantagenêt. De cette union naquirent 13 enfants dont 6 mourront en bas âge 
1. Jeanne (née et décédée en 1438 à York, le jour même).
2. Anne (10 août 1439 – 14 janvier 1476), épouse d'Henri Holland, 3e Duc d'Exeter.
3. Henri d'York (né le 10 février 1441 et décédé 4 ou 5 jours après sa naissance). Né à Bishop Hatfield et baptisé à Westminster.
4. Édouard IV (28 avril 1442 – 9 avril 1483), roi d'Angleterre.
5. Edmond, comte de Rutland (17 mai 1443 – 31 décembre 1460).
6. Élisabeth (22 avril 1444 – après janvier 1503), consort de John de la Pole (2e duc de Suffolk).
7. Marguerite (3 mai 1446 – 23 novembre 1503), troisième épouse (1468) du duc de Bourgogne Charles le Téméraire.
8. William (né le 7 juillet 1447).
9. John (né le 7 novembre 1448, à La Neyte, le manoir des abbés de Westminster, baptisé à Chelsea, décèdera quelques mois plus tard).
10. Georges, duc de Clarence (21 octobre 1449 – 18 février 1478).
11. Thomas (né env. 1451).
12. Richard III (2 octobre 1452 – 22 août 1485), roi d'Angleterre.
13. Ursula (née le 20 juillet 1455, à  Fotheringhay décédée à 4 mois, inhumée en l’église de Sainte Marie et tous les saints)[1]

### Famille

Arbre généalogique simplifié de Cécile Neville.